# Zvolen mesto
Zvolen mesto — przystanek kolejowy znajdujący się w Zwoleniu na linii kolejowej 170 Zvolen – Vrútky na Słowacji.